# Witold Marowski
Witold Marek Marowski – polski inżynier, dr hab. nauk technicznych, profesor uczelni Instytutu Pojazdów i Maszyn Roboczych, prodziekan Wydziału Samochodów i Maszyn Roboczych Politechniki Warszawskiej.

## Życiorys
Obronił pracę doktorską, 26 stycznia 2004 uzyskał stopień doktora habilitowanego. Został zatrudniony na stanowisku profesora nadzwyczajnego w Instytucie Podstaw Budowy Maszyn na Wydziale Samochodów i Maszyn Roboczych Politechniki Warszawskiej.
Jest profesorem uczelni Instytutu Pojazdów i Maszyn Roboczych, oraz prodziekanem na Wydziale Samochodów i Maszyn Roboczych Politechniki Warszawskiej.